# Bobbie Mulder
Bobbie Mulder (Utrecht, 17 augustus 2005) is een Nederlands jeugdactrice.
Mulder is vooral bekend van de vanaf 2018 lopende VPRO-televisieserie De regels van Floor, geschreven naar de boeken van Marjon Hoffman. Hierin speelt ze de tienjarige Floor die handige regeltjes verzint om door de chaos van het dagelijkse leven thuis en op school te kunnen manoeuvreren.
De serie won in 2020 de Emmy Kids Award.
In de tv-serie Zwarte tulp uit 2015 speelt ze Olivia Kester. In Huisvrouwen bestaan niet – een komedie uit 2017 – speelt ze de rol van Bente. Ze is vervolgens te zien in de sneeuw als Ava in Hotel Sinestra. In De Freek tapes – een jeugdserie uit 2025  – speelt ze de rol van Rosalinde

## Filmografie

### Film
- 2017: Huisvrouwen bestaan niet, als Bente
- 2022: Hotel Sinestra, als Ava
- 2024: Schitterend, als Leyla

### Televisieseries
- 2015: Zwarte Tulp, als Olivia Kester
- 2018-2022: De regels van Floor, als Floor van Vliet
- 2023: Anoniem, als Camilla
- 2025: De Freek tapes, als Rosalinde